# Topszótár
A Topszótár.hu angol-magyar és magyar-angol internetes szótár.

## A szótár jellegzetességei
- jelentéscsoportok
- hangosszótár
- példamondatok
- gyakoriság szerinti találat
- fokozás- és ragozásfelismerés
- kifejezésszótár

## Tartalom
- Angol-magyar szótár
- Magyar-angol szótár

## 24 órás szótárgarancia
A 24 órás szótárgarancia azt jelenti, hogy a bejelentett hibákat/hiányosságokat 24 órán belül kijavítják.